# Camptostoma obsoletum
Camptostoma obsoletum là một loài chim trong họ Tyrannidae.